# Sheila van Damm
Sheila van Damm (17 janvier 1922 - 23 août 1987) était une concurrente britannique de rallye automobile dans les années 1950, et également l'ancienne propriétaire du Windmill Theatre à Londres. Elle a commencé sa carrière de pilote de compétition en 1950 et a remporté la Coupe des Dames, la plus haute distinction féminine, lors du Rallye Alpin de 1953 . L'année suivante, elle remporte le Championnat d'Europe de Tourisme Féminin et, en 1955, la Coupe des Dames au Rallye de Monte-Carlo.

## Biographie
Elle est née à Paddington, à l'ouest de Londres, fille de Vivian Van Damm (en) et de son épouse, Natalie Lyons. Son éducation dans une famille juive n'était certainement pas conventionnelle, mais son père était un passionné d'automobile et avait été mécanicien chez Clément-Talbot au début de l'automobile. Il l'a encouragée à apprendre à conduire, bien avant l'âge légal, et son premier voyage avec lui a été de conduire de Londres à Brighton. Pendant la Seconde Guerre mondiale, elle a suivi une formation plus conventionnelle en tant que conductrice de la Women's Auxiliary Air Force (WAAF).
Au sein de la WAAF, elle a participé à son premier événement de sport automobile avec sa seule sœur Nona comme navigatrice, dans le cadre d'un coup promotionnel pour le Windmill Theatre, que son père dirigeait. Avec "Windmill Girl" écrit sur le côté de la Sunbeam Talbot préparée en usine, elles ont terminé 3e dans la section féminine du rallye automobile MCC-Daily Express. Cela a conduit à la création d'une équipe officielle Rootes, Hillman Minx, lors du rallye de Monte-Carlo de 1951.
Son premier grand succès fut le Prix des Dames lors du rallye du Motor Cycling Club de 1952 au volant d'une Sunbeam Talbot. Le rallye de Monte-Carlo de 1953 a été entaché de crevaisons, mais elle est entrée dans le livre des records avec un record de vitesse de catégorie pour les voitures de 2 à 3 litres, au volant du prototype de voiture de sport Sunbeam Alpine à une moyenne de 120 mph (190 km/h) à Jabbeke en Belgique.
Lors du Rallye alpin de 1953, elle et sa copilote Anne Hall ont remporté non seulement la Coupe des Dames, mais également la très convoitée Coupe des Alpes. Une autre Coupe des Dames du rallye Tulip de Hollande de 1954 comprenait une victoire pure et simple dans une course de 10 tours autour du circuit de Zandvoort. Le prix féminin du rallye Viking en Norvège a permis à van Damm et Hall de remporter le championnat d'Europe féminin de 1954 – un triomphe qu'elles ont répété en 1955 dans une Sunbeam Alpine Mk. III (préparée par Roots). Immatriculée RHP 702 et actuellement en Australie, c'est la seule des six voitures d'origine résidant en dehors du Royaume-Uni. D'autres voitures d'usine étaient conduites par les pilotes de course Leslie Johnson, Peter Collins et Stirling Moss.
van Damm, Johnson et Moss ont remporté le prix par équipe au Rallye de Monte-Carlo 1954 au volant d'une Sunbeam-Talbot 90 Mk. II. van Damm faisait à nouveau partie de l'équipe gagnante du prix d'équipe de Rootes en 1955 et 1956.
Le rallye de Monte-Carlo de 1956 fut son dernier avec Rootes. Cette année-là, elle s'est associée à Peter Harper avec une Sunbeam Rapier lors de la course sur route Mille Miglia, remportant leur catégorie à 66,37 mph (106,81 km/h).
En 1957, van Damm participa une fois de plus aux Mille Miglia (sa dernière édition), toujours dans une Sunbeam Rapier d'usine, cette fois en partenariat avec David Humphrey. Cependant, ils n’ont pas fini, perdant le contrôle sur des lignes de tramway dangereuses et heurtant une vitrine.
Après avoir pris sa retraite de la course automobile, elle est devenue présidente du Doghouse Club pour les épouses et dames de course automobile, et présidente du Sunbeam Talbot Alpine Register.
Sheila avait travaillé avec son père au Windmill Theatre depuis son adolescence. Il en hérita en 1944 et le lui laissa à sa mort en 1960. Mais la nature changeante de Soho à Londres provoqua sa fermeture en 1964. En 1965, Sheila van Damm fit une tournée Tivoli Circuit Theatres à Sydney et Melbourne en Australie, avec son spectacle "The Windmill Revue". Le spectacle mettait en vedette un certain nombre d'anciens artistes du Windmill Theatre. Puis elle a pris sa retraite avec sa sœur dans leur petite ferme à Pulborough , dans le Sussex. Elle est décédée à Londres le 23 août 1987.